# عملية بيبرمينت
عملية بيبرمينت كانت اسماً رمزياً أعطي خلال الحرب العالمية الثانية للعمليات التحضيرية بواسطة مشروع مانهاتن والمسرح الأوروبي لعمليات جيش الولايات المتحدة لمواجهة الخطر المتوقع لو قام الألمان بتعطيل عملية الإنزال في نورماندي في حزيران (يونيو) 1944 باستخدام أسلحة السموم المشعة.
رداً على ذلك، قام مختبر ميتالورجيكال في شيكاغو وشركة فيكتورين للمعدات في كليفلاند (أوهايو) بتطوير أجهزة كشف عن الأشعة المجموعة مناسبة للاستخدام في الميدان. عام 1944، أرسل اللواء ليزلي غروفز مدير مشروع مانهاتن الرائد آرثر بيترسون لإطلاع الجنرال دوايت أيزنهاور وكبار ضباط الأرطان في القيادة العليا للقوات المتحالفة عن سير المشروع.
رداً على ذلك، قام المسرح الأوروبي لعمليات جيش الولايات المتحدة ببدء عمليات بيبرمينت. حيث أعدّت معدات خاصة. وأرسلت 11 ماسحة وعدادات غايغر إلى إنغلترا في بدايات عام 1944، مع 1500 عبوة أفلام استخدمت لقياس التعرّض للأشعة. كما تمّ تخزين 25 ماسحة و5 عدادت غايغر و1500 عبوة أفلام في الوبالات المتحدة، في وضع استعداد لإرسالها جواً بالسرعة الممكنة. كانت فرق الحرب الكيميائية مدرّبة على استعمال هذه المعدات وكان أفراد فيلق الإشارات في الجيش الأمريكي مدرّبين على صيانتها.

## مطالعة إضافية
- Lapp، Ralph E. (مايو 1949). "Survey of nucleonics instrumentation industry". Nucleonics. ج. 4 ع. 5: 100–104. ISSN:0096-6207. PMID:18126152.

## وصلات خارجية
- "Victoreen Models 247 A and 247B Ion Chambers (ca. 1945–1955)". Oak Ridge Associated Universities. مؤرشف من الأصل في 2016-10-14. اطلع عليه بتاريخ 2013-06-08.
- "Victoreen Model 247-B Radiation Survey Meter". civildefensemuseum.com. 2005. مؤرشف من الأصل في 2013-09-05. اطلع عليه بتاريخ 2013-06-09.